# 小行星43083
小行星43083（43083 Frankconrad）是一颗绕太阳运转的小行星，为主小行星带小行星。该小行星于1999年11月发现。
該小行星以美國業餘天文學家弗蘭克·康拉德命名。

## 轨道参数
小行星43083的轨道半长轴为2.4823843 UA，离心率为0.156。